# Coprinopsis phlyctidospora
Coprinopsis phlyctidospora (Romagn.) Redhead, Vilgalys & Moncalvo – gatunek grzybów należący do rodziny kruchaweczkowatych (Psathyrellaceae).

## Systematyka
Pozycja w klasyfikacji według Index Fungorum: Coprinopsis, Psathyrellaceae, Agaricales, Agaricomycetidae, Agaricomycetes, Agaricomycotina, Basidiomycota, Fungi.
Po raz pierwszy opisał go w 1851 r. Henri Charles Louis Romagnesi, nadając mu nazwę Coprinus phlyctidospora. W wyniku badań filogenetycznych prowadzonych na przełomie XX i XXI wieku mykolodzy ustalili, że jest to odrębny gatunek. Obecną, uznaną przez Index Fungorum nazwę nadali mu Redhead, Vilgalys i Moncalvo w 2001 r.
Synonimy:
- Coprinus phlyctidosporus Romagn. 1945
- Coprinusella phlyctidospora (Romagn.) Zerov 1979[2].

## Morfologia
Kapelusz
Średnica 1-4 (5) cm, szary, szaroniebieski, z białymi płatkami osłony na szarym tle. Na lodych okazach szare łuski, ale szybko odpadające. Dojrzały kapelusz czernieje.
Blaszki
Wąsko przyrośnięte, białawoszare, później czarniawe, po dojrzeniu rozpływające się w czarną maź.
Trzon
Walcowaty z białymi strzępkami na szarym tle.
Miąższ
Bez zapachu, o łagodnym smaku.
Cechy mikroskopowe
Podstawki czterozarodnikowe, zarodniki czarne 6–11,3 × 5,3–8,2 µm. Cheilocystydy 30–110 × 15 µm, pleurocystydy 30–120 µm, strzępki ze sprzążkami.
Gatunki podobne
Czernidłaczek dwuzarodnikowy (Tulosesus bisporus), Czernidłak srokaty (Coprinopsis lagopus), czernidłak koński (Coprinopsis radiata), czernidłak szarawy (Coprinopsis cinerea), Coprinopsis jonesii, Coprinopsis saccharomyces.

## Występowanie i siedlisko
Podano stanowiska Coprinopsis phlyctidospora w Ameryce Północnej, Europie, Azji, Afryce i Australii. Najwięcej stanowisk podano w Europie. W wykazie podstawkowych grzybów wielkoowocnikowych W. Wojewody z 2003 r. brak tego gatunku. Po raz pierwszy jego stanowiska w Polsce podano w 2014 r.
Naziemny grzyb saprotroficzny i wypaleniskowy. Rozwija się na dobrze spróchniałym drewnie, na wypaleniskach. Owocniki tworzy od lata do jesieni.